# Insieme complemento
Nella teoria degli insiemi e in altri campi della matematica, il complemento di un insieme è l'insieme degli elementi che non appartengono a quell'insieme. Gli insiemi complemento si dividono nei complementi relativi (detti anche insieme differenza) e nei complementi assoluti.

## Complemento relativo

Il complemento relativo (o la differenza) di rispetto a :

Avendo due insiemi {\displaystyle A} e {\displaystyle B}, il complemento di {\displaystyle A} rispetto a {\displaystyle B} o l'insieme differenza {\displaystyle B} meno {\displaystyle A}, è formato dai soli elementi di {\displaystyle B} che non appartengono ad {\displaystyle A}. Esso si indica solitamente come {\displaystyle B\setminus A} oppure come {\displaystyle B-A}. Formalmente abbiamo: 
{\displaystyle B\setminus A=B-A=\{x\in B\wedge x\notin A\}}
Si noti che l'insieme differenza {\displaystyle B-A} è un sottoinsieme dell'insieme {\displaystyle B}.

### Esempi
- {\displaystyle \lbrace 1,2,3,4,5\rbrace -\lbrace 3\rbrace =\lbrace 1,2,4,5\rbrace }
- {\displaystyle \lbrace a,b,c,d\rbrace -\lbrace c,d,e,f\rbrace =\lbrace a,b\rbrace }
- {\displaystyle \lbrace 1,2,3\rbrace -\lbrace 2,3,4\rbrace =\lbrace 1\rbrace }
- {\displaystyle \lbrace 2,3,4\rbrace -\lbrace 1,2,3\rbrace =\lbrace 4\rbrace }

### Proposizioni
Se {\displaystyle A}, {\displaystyle B} e {\displaystyle C} sono insiemi, allora valgono le seguenti identità:
- {\displaystyle C-\left(A\cap B\right)=\left(C-A\right)\cup \left(C-B\right)}
- {\displaystyle C-\left(A\cup B\right)=\left(C-A\right)\cap \left(C-B\right)}
- {\displaystyle C-(B-A)=(A\cap C)\cup (C-B)}
- {\displaystyle (B-A)\cap C=(B\cap C)-A=B\cap (C-A)}
- {\displaystyle (B-A)\cup C=(B\cup C)-(A-C)}
- {\displaystyle A-A=\varnothing }
- {\displaystyle \varnothing -A=\varnothing }
- {\displaystyle A-\varnothing =A}

## Complemento assoluto

Il complemento assoluto (in rosso) di (in bianco):

Il complemento assoluto è un caso particolare del complemento relativo.

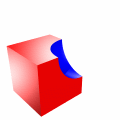
Differenza tra un cubo e una sfera parzialmente sovrapposti

Se è definito un insieme universo {\displaystyle U}, si definisce complemento assoluto di {\displaystyle A} come il complemento relativo di {\displaystyle A} rispetto ad {\displaystyle U}. Formalmente abbiamo:
{\displaystyle A^{c}=\neg A=U-A=\{x\in U{\text{ e }}x\notin A\}}
Il complemento assoluto, indicato anche come {\displaystyle \sim A},  rappresenta anche il NOT nell'algebra Booleana.
A titolo di esempio, se l'insieme universale è l'insieme dei numeri naturali, allora il complemento dell'insieme dei numeri dispari è l'insieme dei numeri pari.
La prossima proposizione riporta alcune proprietà fondamentali del complemento assoluto in rapporto alle operazioni insiemistiche di unione e intersezione.
Se {\displaystyle A} e {\displaystyle B} sono sottoinsiemi di un insieme universo {\displaystyle U}, allora valgono le seguenti identità.
Leggi di De Morgan:
- {\displaystyle (A\cup B)^{c}=A^{c}\cap B^{c};}
- {\displaystyle (A\cap B)^{c}=A^{c}\cup B^{c}.}

Leggi di complementarità:
- {\displaystyle A\cup A^{c}=U;}
- {\displaystyle A\cap A^{c}=\varnothing ;}
- {\displaystyle \varnothing ^{c}=U;}
- {\displaystyle U^{c}=\varnothing ;}
- Se {\displaystyle A\subseteq B}, allora {\displaystyle B^{c}\subseteq A^{c}} (ciò segue dall'equivalenza di una proposizione condizionale con la proposizione contronominale).

Involuzione o legge del doppio complemento:
- {\displaystyle (A^{c})^{c}=A.}

Relazioni tra complemento relativo e complemento assoluto:
- {\displaystyle A-B=A\cap B^{c};}
- {\displaystyle (A-B)^{c}=A^{c}\cup B.}

Le prime due leggi di complementarità mostrano che se {\displaystyle A} è un sottoinsieme non vuoto di {\displaystyle U}, allora {\displaystyle \{A,A^{c}\}} è una partizione di {\displaystyle U}.